# حزب التمثيل الشعبي
حزب التمثيل الشعبي (بالبرتغالية: Partido de Representação Popular‏) كان حزبًا سياسيًا في البرازيل. أسس بلينيو سالغادو الحزب في 26 سبتمبر 1945. أعاد تجميع الأعضاء السابقين في التكاملية البرازيلية، وكان متحالفًا أيديولوجيًا مع اليمين القومي. حصل دائمًا على تمثيل في المجلس الوطني وكان له وجود أكبر في الجنوب. ترشح سالغادو لمنصب رئيس البرازيل في انتخابات عام 1955، التي فاز فيها جوسيلينو كوبيتشيك. فاز بحوالي 8٪ من الأصوات.
وقد ألغاه النظام العسكري عام 1965، مثل جميع أحزاب تلك الحقبة. انضم معظم أعضائه إلى حزب المجلس العسكري، تحالف التجديد الوطني.